# Léon Schirmann
Léon Schirmann (* 1919 in Odessa; † 15. Dezember 2003 in Paris) war ein französischer Physiklehrer, Résistancekämpfer und Autor historischer Studien.

## Leben
Die jüdische Familie Schirmann verließ bald nach der Geburt von Léon Odessa und lebte einige Jahre in Berlin, bevor sie nach Frankreich übersiedelte. Dort beendete Léon Schirmann die Schule und begann ein Studium. Nach der Niederlage Frankreichs im Zweiten Weltkrieg gehörte er zunächst der sogenannten Waffenstillstandsarmee General Pétains an, später führte er eine Partisaneneinheit im Maquis in Südfrankreich. 1945 rückte er als Offizier der französischen Armee ins besiegte Deutschland ein.
Nach seiner Rückkehr nach Frankreich 1946/47 beendete Léon Schirmann sein Studium und arbeitete anschließend bis zu seiner Pensionierung als Physiklehrer. Danach widmete er sich historischen Studien.

## Werk
In seinen Büchern zum Blutmai von Berlin 1929 und dem Altonaer Blutsonntag von 1932 erweiterte er die Erkenntnisse über diese Ereignisse. Auf Basis des von ihm zusammengetragenen Materials wurden die Todesurteile des Altonaer Sondergerichts 1992 aufgehoben.
Er widmete sich auch dem Prozess gegen Mata Hari. In seinen Büchern versuchte er nachzuweisen, dass Mata Hari keine Spionin war, sondern dass der Prozess aus propagandistischen Gründen inszeniert wurde. Seine Erkenntnisse waren Grundlage für einen Revisionsantrag.

## Schriften
- „Blutmai Berlin 1929 - Dichtungen und Wahrheit“, Berlin 1991 ISBN 3-320-01639-3
- „Der Altonaer Blutsonntag, 17. Juli 1932 - Dichtungen und Wahrheit“, Ergebnisse-Verlag, Hamburg 1994, ISBN 3-87916-018-X[5]
- „Justizmanipulationen: der Altonaer Blutsonntag und die Altonaer bzw. Hamburger Justiz 1932–1994“, edition bodoni, Berlin 1995 ISBN 978-3-929390-11-7.
- L'affaire Mata Hari. Enquête sur une machination. Tallandier, Paris 1994, ISBN 2-235-02126-3 (französisch)
- Mata-Hari. Autopsie d'une machination. Éditions Italiques, Paris 2001, ISBN 2-910536-18-1 (französisch)